# 함창역
함창역(Hamchang station, 咸昌驛)은 경상북도 상주시 함창읍에 위치한 경북선의 철도역이다.
1924년 12월 1일 무연탄 및 농산물 수송을 위해 세워졌다. 이 후 폐광 및 잇단 도로교통의 발달로 인해 무인역으로 격하되었다. 당시 인근 지역에서 한국철도공사에 강력히 무인화 철회를 요구했으나, 결국 무인화가 강행되어 현재 역사는 방치되어 있다.

## 연혁
- 1924년 12월 25일 : 보통역으로 영업 개시[1]
- 1952년 12월 1일 : 양정역 관리 지정
- 1979년 9월 17일 : 역사 신축 착공
- 1979년 12월 16일 : 역사 신축 준공
- 1991년 9월 1일 : 소화물 취급 중지[2]
- 1995년 7월 20일 : 화물 취급 중지[3]
- 1996년 6월 1일 : 운전간이역으로 격하[4]
- 2000년 12월 21일 : 배치간이역으로 격하[5]
- 2004년 12월 10일 : 무배치간이역으로 격하[6]

## 승강장
| ↑점촌  |
| 승강장 |
| 상주↓  |

| 승강장 | 경북선 | 무궁화호 | 영주▪김천 방면 |

원래 2면 3선이었으나 본선 이외에는 모두 철거되었다.

## 인접한 역
| 경북선         | 경북선          | 경북선         |
| -------------- | --------------- | -------------- |
| 점촌 영주 방면 | 무궁화호 경북선 | 상주 김천 방면 |